# Animal Collective
Animal Collective es una banda de música experimental y neo-psicodelia formada en 2003 en Baltimore, Maryland. Sus integrantes son los multiinstrumentistas Avey Tare (David Portner), Panda Bear (Noah Lennox), Deakin (Josh Dibb), y Geologist (Brian Weitz). 
La base de datos en línea de música Last.fm describe a Animal Collective como "una de las pocas bandas que ejemplifica a la perfección lo que debería ser la música del siglo XXI; una constante evolución en el sonido buscando abrir nuevos caminos a partir de la experimentación, pero sin dejar atrás el aliento de las melodías pop."
En 2021 Pitchfork los escogió como uno de los 200 artistas más influyentes de los últimos 25 años.

## Miembros
- David Portner - voz, guitarra, sintetizador, secuenciador, teclados, piano, percusión, autoarpa
- Noah Lennox - voces, percusión, muestras, sintetizador, electrónica, guitarra
- Josh Dibb - sintetizador, guitarra, voz, percusión, secuenciador, sampler, pad de batería, bajo eléctrico)
- Brian Weitz - dispositivos electrónica, samples, minidiscos, voz, sintetizador, piano, percusión

## Discografía

### Álbumes de estudio
- Spirit They're Gone, Spirit They've Vanished (Animal, agosto de 2000)
- Danse Manatee (Catsup Plate, julio de 2001)
- Hollinndagain (Catsup Plate, julio de 2002)
- Campfire Songs (Catsup Plate, marzo de 2003)
- Here Comes the Indian (Fat Cat/Paw Tracks, junio de 2003)
- Sung Tongs (Fat Cat, junio de 2004)
- Feels (Fat Cat, octubre de 2005)
- Strawberry Jam (Domino, septiembre de 2007)
- Merriweather Post Pavilion (Domino-Pias Spain, 12 de enero de 2009)
- Centipede Hz (2012)
- Painting With (2016)
- Time Skiffs (2022)

### EP
- Prospect Hummer (Fat Cat, mayo de 2005)
- People (Fat Cat, octubre de 2006)
- Water Curses (Domino, mayo de 2008)
- Fall Be Kind (23 de noviembre de 2009)
- Painters (17 de febrero de 2017)
- Meeting of the Waters (22 de abril de 2017)
- Bridge to Quiet (4 de julio de 2020)